# فلاديمير بيتكوفيتش
فلاديمير بيتكوفيتش (مواليد 15 أغسطس 1963) هو مدرب كرة قدم كرواتي-بوسني محترف سابق. يتولى حالياً تدريب المنتخب الجزائري لكرة القدم منذ 29 فبراير 2024.

## حياته
ولد بيتكوفيتش في ساراييفو عام 1963، وهو بوسني كرواتي يحمل جوازات سفر سويسرية وكرواتية وبوسنية. في 2 يونيو 2012، عين مدرباً لنادي لاتسيو الإيطالي وفي 2013 فاز بكأس إيطاليا. في 23 ديسمبر 2013، أعلن عن أن بيتكوفيتش سيخلف أوتمار هيتسفيلد كمدرب لمنتخب سويسرا بعد كأس العالم لكرة القدم 2014. وتمت إقالته في 2021 من المنتخب السويسري. وفي 29 فبراير 2024 أعلن الاتحاد الجزائري لكرة القدم التعاقد مع بيتكوفيتش كمدرب للمنتخب الجزائري لكرة القدم حتى سنة 2026 خلفا للمدرب الوطني جمال بلماضي.

## روابط خارجية
- فلاديمير بيتكوفيتش على موقع الاتحاد الدولي (مؤرشف)  (الإنجليزية)
- فلاديمير بيتكوفيتش على موقع الاتحاد الأوربي (الإنجليزية)
- فلاديمير بيتكوفيتش على موقع قاعدة بيانات كرة القدم.إي يو (الإنجليزية)
- فلاديمير بيتكوفيتش على موقع ناشيونال فوتبول تيمز (الإنجليزية)
- فلاديمير بيتكوفيتش على موقع Soccerbase.com (مدرب) (الإنجليزية)
- فلاديمير بيتكوفيتش على موقع عالم كرة القدم.نت (الإنجليزية)